# Plebicula agestor
Plebicula agestor är en fjärilsart som beskrevs av Jean Baptiste Godart 1823. Plebicula agestor ingår i släktet Plebicula och familjen juvelvingar. Inga underarter finns listade i Catalogue of Life.